# Vanna Bonta
Œuvres principales
Flight: a quantum fiction novel, Degrees - Thought Capsules
Vanna Bonta (3 avril 1958 - 8 juillet 2014) est une romancière, poétesse et actrice de cinéma. Elle est mieux connue pour son roman Flight (en), dans le genre fiction quantique et son haïku sélectionné dans le concours Message-vers-Mars de la NASA pour le “Mars Atmosphere and Volatile EvolutioN mission (MAVEN)” en août 2013,,,. En tant qu'auteure d'un des trois meilleurs haikus gagnants, son œuvre a été expédiée sur Mars à bord du MAVEN le 18 novembre 2013,,. Elle est également connue de nos jours comme l'auteure qui a créé le genre littéraire fiction quantique qui compte une multitude d'œuvres.

## Biographie
Vanna Bonta est la fille de Maria Luisa Ugolini Bonta, une peintre italienne et un officier de l'armée américaine et également de la petite-fille de Luigi Ugolini (en). 
Parmi ses inventions notables sont le 2Suit, un vêtement conçu pour faciliter l'amour dans l'apesanteur ou dans l'espace extra atmosphérique,,,,. Elle était aussi membre de l'équipe BonNova dans la course pour le Northrop Grumman Lunar Lander Challenge, une compétition sponsorisée par la NASA pour la création d'une prochaine génération de véhicules capables de se poser sur la lune ou d'autres planètes,. En 1995, sa déclaration à propos des quasars liés aux trous noirs était plus tard confirmé par la découverte des astronomes en 2007,.
Vanna Bonta est mariée à Allen Newcomb, un ingénieur concepteur de fusée et architecte en chef de BonNova, équipe qui participait au défi de l'alunissage initié par Northrop Grumman.

## Œuvres choisies
Vanna Bonta a publié plusieurs romans, poèmes et essais et joué dans plusieurs films à succès,. Une sélection de ses œuvres est la suivante :

### Roman
- Flight: A Quantum Fiction Novel, Meridian, 1995.  (ISBN 978-0-912339-17-7)[11],[3].
- Death, Man, Woman, & Art, Meridian, 1989.
- Shades of the world, Meridian, 1985.  (ISBN 978-0912339016).
- Micro Tales on Life, 1999.

### Poèmes
- Voci Fiorentine (Anthologie de poèmes en italien), 2013.  (ISBN 9788878418639).
- Shades of the World. Dora Books. 1985.  (ISBN 978-0912339016).
- Degrees - Thought Capsules, Dora Books, 1989.  (ISBN 978-0912339054)
- Rewards of Passion (Sheer Poetry), 1981. ASIN: B0006E51Z4

### Essais
- "The Cosmos as a Poem", 1994, 2012. ASIN: B0086POUVQ
- The Impact of Space Activities Upon Society. ESA Publications. 2005.  (ISBN 978-9290925828).
- 2000, 2012 - State of the Art. ASIN B0086PAIXK.
- 2008, 2011 Il Cosmo Come Poesia. Beacon Hill (en italien). ASIN B008744ZYI.
- 2004 Space: What love's got to do with it, The Space Review